# Saint-Pé-Delbosc
Saint-Pé-Delbosc település Franciaországban, Haute-Garonne megyében. Lakosainak száma 144 fő (2022. január 1.). Saint-Pé-Delbosc Blajan, Boulogne-sur-Gesse, Charlas, Ciadoux, Mondilhan és Montgaillard-sur-Save községekkel határos.

## Népesség
A település népessége az elmúlt években az alábbi módon változott:
| Lakosok száma | 149  | 135  | 132  | 124  | 126  | 121  | 134  | 141  | 143  | 144  |
|               | 1968 | 1982 | 1990 | 2006 | 2013 | 2015 | 2017 | 2019 | 2020 | 2022 |